# Heterobranchia
Heterobranchia, heterobranči (što znači „puževi sa različitim škrgama“), je taksonomska klada puževa i golaća, koja uključuje morske, vodene i kopnene mekušce puževa.
Heterobranchia je jedna od glavnih klada gastropoda. Trenutno Heterobranchia obuhvata tri neformalne grupe: donje heterograne, opistograne i pulmonate.

## Literatura
- Dinapoli A. (2009). Phylogeny and Evolution of the Heterobranchia (Mollusca, Gastropoda). Thesis, Frankfurt am Main, 176 pp.
- Dinapoli A.; Klussmann-Kolb A. (2010). „The long way to diversity – Phylogeny and evolution of the Heterobranchia (Mollusca: Gastropoda)".”. Molecular Phylogenetics and Evolution. 55 (1): 60—76. PMID 19778622. doi:10.1016/j.ympev.2009.09.019.